# Marcelo Sommer
Marcelo Sommer (São Paulo, 1 de julho de 1967) é um estilista brasileiro.
Sua trajetória se inicia em 1995, quando Marcelo lança a não estabelecida marca SOMMER no Mercado Mundo Mix. Depois, participou de alguns eventos de moda, sendo o mais importante o São Paulo Fashion Week.
O primeiro contato direto de Sommer com o mundo da moda foi aos 16 anos, em 1983, como office boy de uma joalheria..  Atua profissionalmente no mercado de moda desde os dezoito anos, Sommer trabalhou no desenvolvimento de produtos e estilo em empresas como ZOOMP, M2000,Tok & Stok na divisão Calvin Klein, da Vila Romana. Após cursar moda na Central Saint Martins School of Arts & Design em Londres, foi contratado pela Forum e durante três anos fez parte da equipe de criação e desenvolvimento de produtos da grife. Alguns anos depois, foi convidado para coordenar a equipe de estilo da Zapping, de Renato Kherlakian, reformulou a imagem da marca no mercado de streetwear e foi responsável pelo prêmio Noite Ilustrada de Melhor Campanha Inverno 2000 da marca Zapping
Em 1997 Sommer foi editor de moda na revista Trip e manteve um quadro fixo no programa “Moda Esporte Clube” chamado "Dicas do Sommer", veiculado mensalmente pela MTV Brasil.
A carreira de Marcelo Sommer é marcada por vários prêmios: recebeu o Phytoervas Fashion Awards de estilista revelação de 1997 e em 1998 e 2000 conquistou o Prêmio da Noite Ilustrada, da coluna homônima de Érika Palomino, na Folha de S.Paulo, como melhor estilista jovem.
Realizou, com treze detentos da Casa de Detenção de São Paulo, no Complexo do Carandiru, o desfile de inauguração do "Talentos Aprisionados" em 1999.Em dezembro de 2000, Sommer montou a exposição "Revolução de 32”, no MAM (Museu de Arte Moderna de São Paulo).
Em 2002 entra também no mercado de calçados e licencia a marca para a Sandálias Melissa. Em 2004 o estilista passa a assinar também o figurino de todos os programas da rede Bandeirantes. Assina  também há três anos (2004, 2005 e 2006) a coordenação de moda e estilo do concurso Miss Brasil.
Com a incorporação da marca pela AMC TÊXTIL em 2004, Marcelo tornou-se o diretor criativo da marca SOMMER.Em março de 2006 Marcelo Sommer deixou a empresa AMC TÊXTIL e sai da direção criativa da SOMMER marca que leva seu sobrenome e inicia uma série de novos projetos. No mesmo ano tornou-se consultor criativo das marcas C&A e lançou a linha Oliveira Lar, na loja Garimpo.
Na área acadêmica é o coordenador do Master em Moda do IED (Istituto Europeu di Design).
Assina as coleções da grife "Do Estilista".
Em 2008 foi lançado o livro "Marcelo Sommer", nono título da coleção "Moda Brasileira", que reúne biografias de dez dos principais estilistas do Brasil. O livro foi escrita pela jornalista Camila Yahn e com prefácio do jornalista Jotabê Medeiros. O livro curiosidades e fotos de criações do estilista.